# HD 192579
HD 192579 — звезда в созвездии Лебедя. Находится на расстоянии 1123 световых года (344 парсека) от Земли. Относится к звёздам главной последовательности спектрального класса B.

## Характеристики
HD 192579 — звезда 6.99 видимой звёздной величины и не видна невооружённым глазом. HD 192579 представляет собой звезду спектрального класса B9V с массой 5.22 солнечных и радиусом в 5.2 солнечных. Её светимость составляет 1800 солнечных. Температура звезды составляет 16500 кельвинов.